# PlanetSide

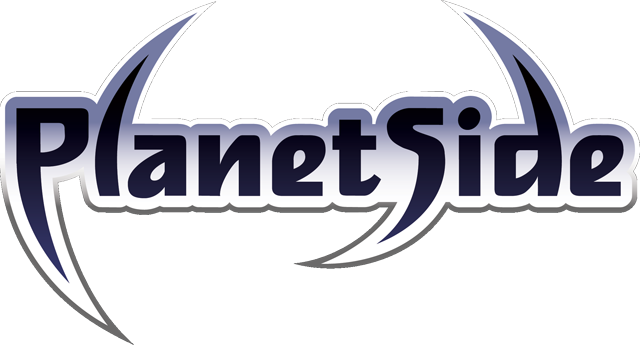
Logo do jogo Planet Side

PlanetSide é um jogo massivo online de tiro em primeira pessoa (MMOFPS) desenvolvido e publicado pela Sony Online Entertainment em 19 de março de 2003, o jogo ficou conhecido por ser o primeiro jogo do estilo a fazer sucesso com uma quantidade aproximada de 75 mil jogadores.

## Gameplay
O jogador controla um soldado a qual deve pertencer a uma das 3 facções do jogo (Terran Republic, New Conglomerate ou Vanu Sovereignty) o objetivo básico é cada facção controlar o máximo de estruturas no planeta. Por ser um jogo em primeira pessoa, PlanetSide não possui sistema de level up. A experiência é dividida em 3 categorias: Battle Experience, Support Experience e Command Experience.
Battle Experience é ganha através de matança e dominação de membros e unidades das facções inimigas, Support Experience é ganha através de ajuda aos membros da própria facção, Command Experience é ganho através de ações de comando de equipes.
O jogo também conta com 38 veículos que podem ser tripulados ou podendo carregar passageiros, variam entre veículos terrestres, aéreos e marítimos.
Existem no total 28 armas presentes no jogo.